# Maja Burger Zgonc
Maja Burger Zgonc, slovenska rogistka
Študirala je na ljubljanski akademiji za glasbo. Je članica Slovenske filharmonije in Trobilnega ansambla Slovenske filharmonije (TASF).
Je iz Novega mesta, kjer je njen brat Matej Burger organist in pedagoško-umetniški vodja Konservatorija za glasbo Jurija Slatkonje.